# Jüdischer Friedhof Seelbach (Nassau)

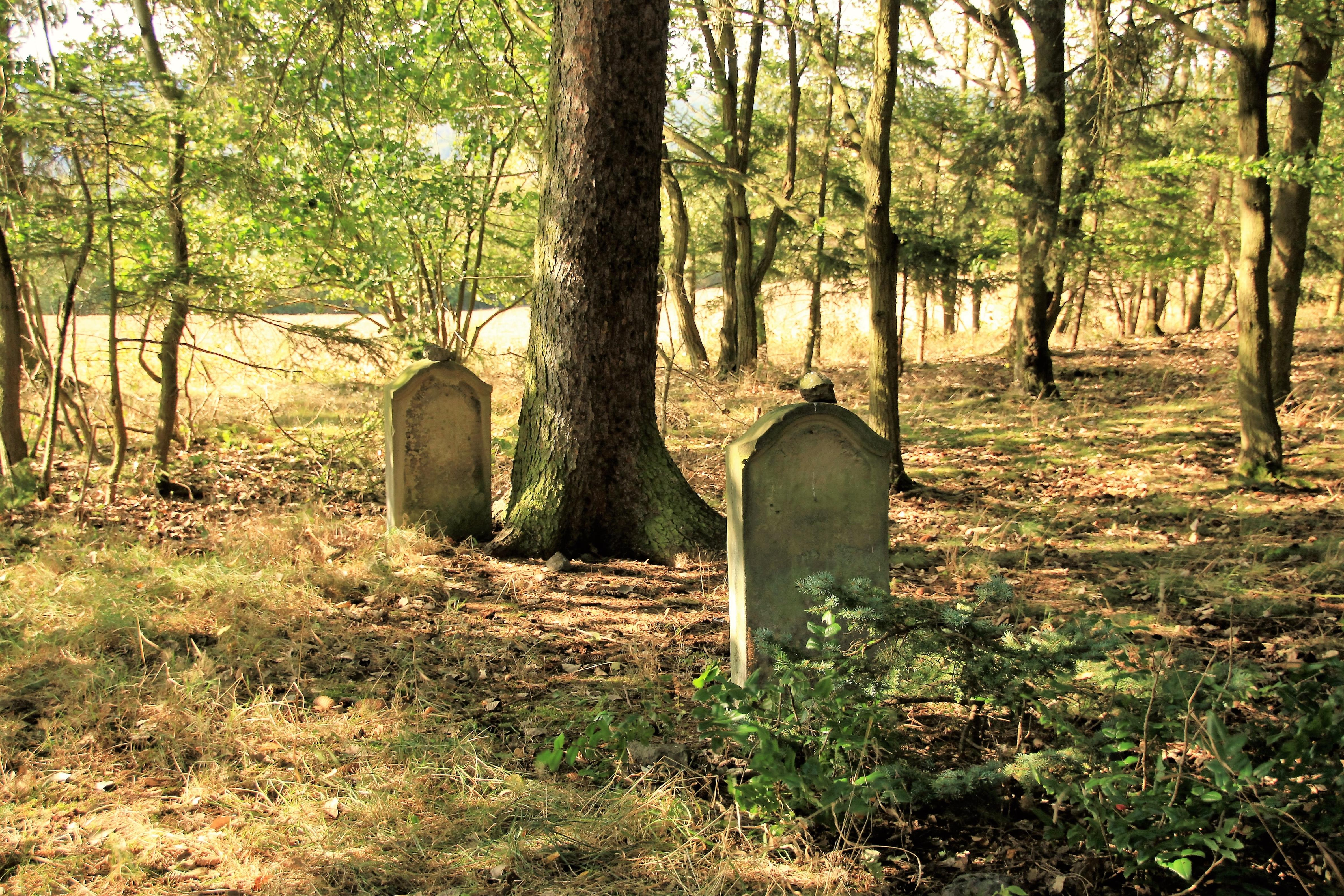
Jüdischer Friedhof in Seelbach

Der Jüdische Friedhof in Seelbach, einer Ortsgemeinde im Rhein-Lahn-Kreis in Rheinland-Pfalz, wurde Ende des 19. Jahrhunderts angelegt. Der jüdische Friedhof mit einer Fläche von 1063 m² befindet sich am Ortsausgang von Seelbach in Richtung Obernhof. Er ist ein geschütztes Kulturdenkmal.
Heute sind noch vier Grabsteine erhalten.